# Ókörtvélyes
Ókörtvélyes (németül: Eltendorf, horvátul: Ruskovac,  vendül Stára Grüškova ves, szlovénül: Stara Gruškova ves) község Ausztriában, Burgenland tartományban, a Gyanafalvi járásban.

## Fekvése
Gyanafalvától 13 km-re északra, a Lapincs patak bal partján fekszik.
A kataszteri közösségek Eltendorf és Újkörtvélyes.

## Története
A község területe már a római korban is lakott volt. Ezt bizonyítja az a két római kori halomsír, mely a nép által Pfaffenkogelnak nevezett helyen az erdőben található.
Bár a település minden bizonnyal egyike a németújvári uradalom legősibb falvainak csak 1428-ban Luxemburgi Zsigmond király adománylevelében szerepel először, "Elekfalwa" alakban. Az oklevélben Zsigmond király Cseh Pétert, Sárói László temesi ispán és szlavón bán fiát erősítette meg a németújvári  uradalom birtokában. 1459-ben Hunyadi Mátyás az uradalommal együtt hívének Újlaky Miklós erdélyi vajdának adta, majd 1524-ben az Újlakyak kihalásával II. Lajos király Batthyány Ferencnek adományozta.
1538-ban 29 portája volt. 1548-ban 36 házából 1 lakatlan volt. 1576-ban 37, 1599-ben 35, 1634-ben 51 ház állt a településen. A 16. század vége felé itt is elterjedt a reformáció. 1600 körül Stájerországból elüldözött evangélikus családok telepedtek le itt. 1605-ben a Lapincs völgyének településeivel együtt Bocskai István hajdúi égették fel. Ennek köszönhetően 1608-ban csak két portával szerepel az összeírásban. 1643-ban 72 házában 425 lakos élt. 1691-ben 63 háza volt. 1704 augusztusában a kurucok a Batthyány uradalom számos településével együtt teljesen elpusztították. 1698-ban az egyházi vizitáció "Körkviles" alakban említi. 1720-ban 46, 1744-ben 71 ház állt a településen. 1750-ben "Körkveyes" néven szerepel. 1787-ben 94 házában már 552 lakos élt. 1779-ben 135 volt a katolikusok és 376 a lutheránusok száma. 1828-ban 207 háza volt 814 lakossal. A katolikus gyerekek Királyfalvára jártak iskolába. Népiskolája 1912-ben épült. A lutheránusok kezdetben az újkörtvélyesi plébániához, majd Királyfalvához tartoztak. 1783-ban a faluban önálló plébániát alapítottak, 1795-ben felépült a település plébániatemploma is.
Vályi András szerint "KÖRTVÉLÉES. Ebtendorf, Ruskovetz. Elegyes falu Vas Várm. földes Ura G. Batthyáni Uraság, lakosai katolikusok, fekszik Királyfalvának szomszédságában, é annak filiája, határja termékeny, legelője elég, fája van mind a’ két féle, réttyei jók, ámbár néha az áradások el öntik, szőlő hegye, és gyümöltsös kertyei is vannak. Stájer Országhoz közel lévén, keresetre van módgyok."
Fényes Elek szerint "Körtvélyes, (Eltendorf), német falu, Vas vmegyében, a gréczi országutban, ut. post. Rába-Keresztur. Lakja 164 kath., 640 evang., anyaekklézsiával. Van jó szántóföldje, szőleje, erdeje, sok gyümölcse. Birja h. Batthyáni."

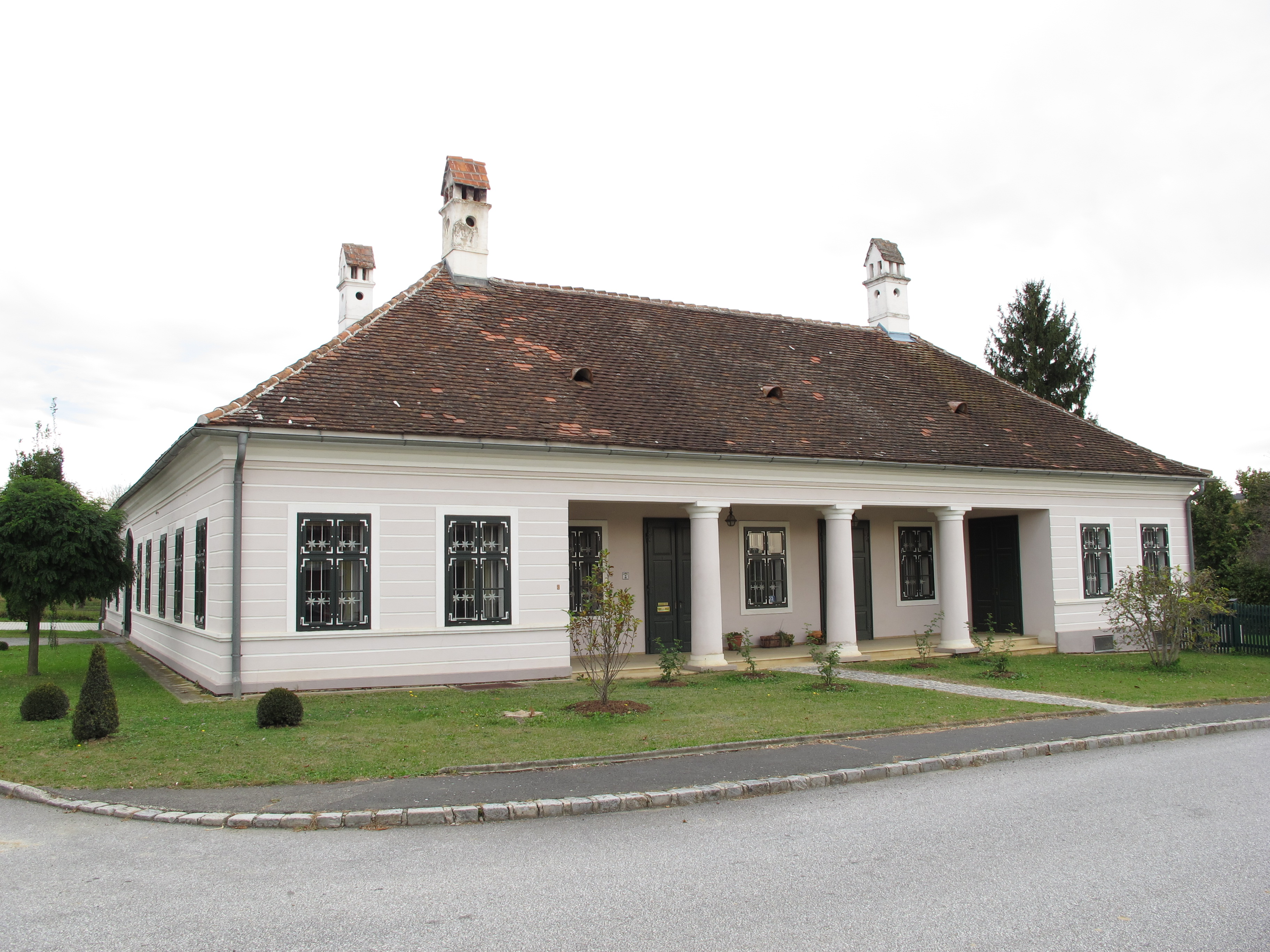
Lakóház a 19. század első feléből

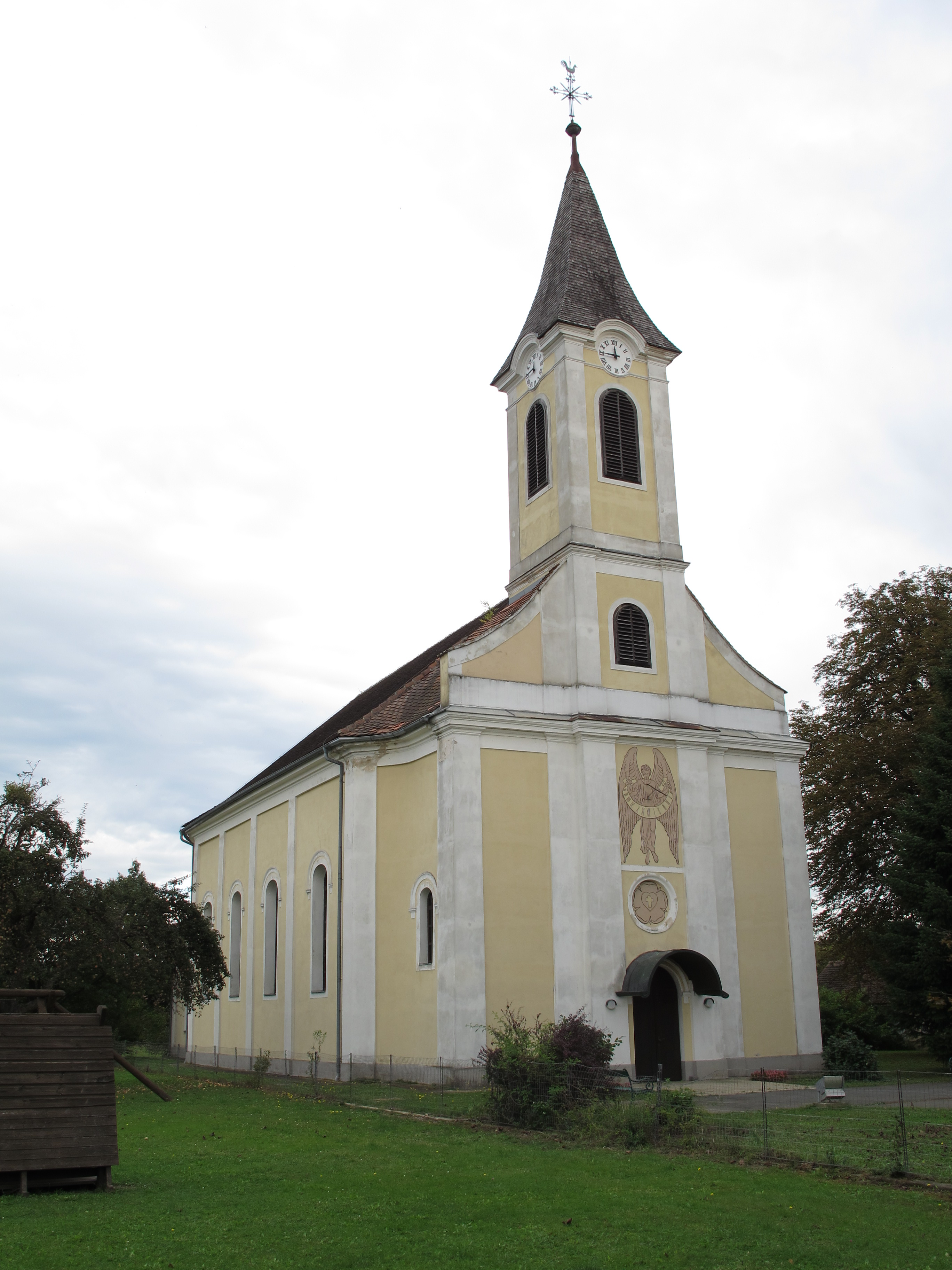
Evangélikus templom

Vas vármegye monográfiája szerint "Körtvélyes, nagy falu, 136 házzal és 934 németajkú lakossal. Vallásuk r. k. és ág. ev. Postája helyben van, távírója Szt.-Gotthárd. Körjegyzőségi és körorvosi székhely. Ág. ev. temploma 1795-ben épült. Kriegsfeld nevű dülőjén gyakran találnak fegyverdarabokat, kardtöredékeket, golyókat stb. Hitelszövetkezet is van a faluban."
1910-ben 1652 lakosa volt, ebből 1516 fő német, 51 magyar, 4 horvát, 81 egyéb nemzetiségű volt. A trianoni békeszerződésig Vas vármegye Szentgotthárdi járásához tartozott. A békeszerződések Ausztriának ítélték, és Ókörtvélyes a Gyanafalvi járás része lett. A második világháború végén területe hadszíntér lett, és súlyos károkat szenvedett. Egy tüzérségi támadásban a falu plébániatemploma is teljesen kiégett, de már 1946-ban újjáépítették. Az újjáépített Luther Márton templomot 1948-ban szentelték fel. 1950 és 1952 között felépült az új népiskola. Kiépült az infrastruktúra is.
1971-ben Ó- és Újkörtvélyest, valamint Királyfalvát egy nagyközségben egyesítették. 1992-óta Királyfalva újra önálló község, de Újkörtvélyes továbbra is Ókörtvélyes része maradt.
2001-ben 1017 lakosából 992 német, 7 magyar, 4 horvát, 2 szlovén, 12 egyéb nemzetiségű volt.

## Nevezetességei
evangélikus plébániatemploma 1795-ben épült, 1946-ban újjáépítették.